# 2010-es labdarúgó-világbajnokság-selejtező (AFC – 3. forduló)
A 2010-es labdarúgó-világbajnokság ázsiai selejtezőjének 3. fordulójának mérkőzéseit 2008. február 6.. és június 22. között játszották.

## Formátum
Ebben a fordulóban 20 csapat vett részt. Öt csapat itt kapcsolódott be a selejtezőbe. 11 csapat az első forduló továbbjutójaként, 4 csapat a második forduló továbbjutójaként vehetett részt. A csapatokat 5 darab négycsapatos csoportba sorsolták, ahol körmérkőzéses oda-visszavágós rendszerben mérkőztek meg egymással. A csoportok első két helyezettje továbbjutott a 4. fordulóba.

## Kiemelés
A 3. fordulóba jutott 20 csapatot négy kalapba osztották. Az "A" jelű kalapba az öt "legerősebb", míg a "D" jelű kalapba az öt "leggyengébb" csapat került. A 3. forduló sorsolását 2007. november 25-én tartották a dél-afrikai Durbanban.
| „A” kalap                                              | „B” kalap                                             | „C” kalap                                                    | „D” kalap                                               |
| ------------------------------------------------------ | ----------------------------------------------------- | ------------------------------------------------------------ | ------------------------------------------------------- |
| - Ausztrália - Dél-Korea - Irán - Japán - Szaúd-Arábia | - Bahrein - Üzbegisztán - Kuvait - Észak-Korea - Kína | - Jordánia - Irak - Libanon - Omán - Egyesült Arab Emírségek | - Katar - Szíria - Thaiföld - Türkmenisztán - Szingapúr |

Sorsoláskor minden kalapból minden csoportba egy-egy csapat kerülhetett. A „Dv kalappal kezdtek, és haladtak az „A” kalap felé.

## Csoportok

### 1. csoport
| Hely. | Csapat     | M | Gy | D | V | G+ | G– | Gk | P  | Továbbjutás                       |     | Ausztrália (ország) | Katar | Irak | Kína |
| ----- | ---------- | - | -- | - | - | -- | -- | -- | -- | --------------------------------- | --- | ------------------- | ----- | ---- | ---- |
| 1.    | Ausztrália | 6 | 3  | 1 | 2 | 7  | 3  | +4 | 10 | Továbbjutott a negyedik fordulóba |     | —                   | 3–0   | 1–0  | 0–1  |
| 2.    | Katar      | 6 | 3  | 1 | 2 | 5  | 6  | −1 | 10 | Továbbjutott a negyedik fordulóba |     | 1–3                 | —     | 2–0  | 0–0  |
| 3.    | Irak       | 6 | 2  | 1 | 3 | 4  | 6  | −2 | 7  |                                   |     | 1–0                 | 0–1   | —    | 1–1  |
| 4.    | Kína       | 6 | 1  | 3 | 2 | 3  | 4  | −1 | 6  |                                   | 0–0 | 0–1                 | 1–2   | —    |      |

| 2008. február 6. 19:30 (UTC+11) |

| Ausztrália                           | 3–0               | Katar |
| ------------------------------------ | ----------------- | ----- |
| Kennedy 10' Cahill 18' Bresciano 33' | (3–0) Jegyzőkönyv |       |

| Telstra Dome, Melbourne Nézőszám: 50 969 Játékvezető: Subkhiddin Mohd Salleh (maláj) |

| 2008. február 6. 16:30 (UTC+4) |

| Irak                                      | 1–1               | Kína                      |
| ----------------------------------------- | ----------------- | ------------------------- |
| Havár Mulla 51' (11-esből) Akram 22′, 68′ | (0–0) Jegyzőkönyv | Zheng Zhi (Cseng Csi) 75' |

| Ar-Rasíd Stadion, Dubaj, (Egyesült Arab Emírségek) Nézőszám: 11 000 Játékvezető: Mohsen Torky (iráni) |

| 2008. március 26. 14:00 (UTC+8) |

| Kína | 0–0         | Ausztrália |
| ---- | ----------- | ---------- |
|      | Jegyzőkönyv |            |

| Tuodong Stadion, Kunming Nézőszám: 32 000 Játékvezető: Mohamed asz-Szaídi (arab emírségekbeli) |

| 2008. március 26. 18:30 (UTC+3) |

| Katar            | 2–0               | Irak |
| ---------------- | ----------------- | ---- |
| Montezine 1' 62' | (1–0) Jegyzőkönyv |      |

| Jászim ibn Hamad Stadion, Doha Nézőszám: 13 000 Játékvezető: Nisimura Júicsi (japán) |

| 2008. június 1. 17:00 (UTC+10) |

| Ausztrália | 1–0               | Irak |
| ---------- | ----------------- | ---- |
| Kewell 47' | (0–0) Jegyzőkönyv |      |

| Suncorp Stadion, Brisbane Nézőszám: 48 678 Játékvezető: Ravshan Ermatov (üzbég) |

| 2008. június 2. 19:00 (UTC+3) |

| Katar | 0–0         | Kína |
| ----- | ----------- | ---- |
|       | Jegyzőkönyv |      |

| Jászim ibn Hamad Stadion, Doha Nézőszám: 9 000 Játékvezető: Múhszen Bászma (szíriai) |

| 2008. június 7. 20:00 (UTC+8) |

| Kína                         | 0–1               | Katar           |
| ---------------------------- | ----------------- | --------------- |
| Sun Jihai (Szun Csi-haj) 80′ | (0–1) Jegyzőkönyv | S. Quintana 14' |

| Tiencsini Olimpiai Stadion, Tiencsin Nézőszám: 50 000 Játékvezető: Tallát Názsm (libanoni) |

| 2008. június 7. 20:00 (UTC+4) |

| Irak              | 1–0               | Ausztrália |
| ----------------- | ----------------- | ---------- |
| Emád Mohammed 27' | (1–0) Jegyzőkönyv |            |

| Ar-Rasíd Stadion, Dubaj, (Egyesült Arab Emírségek) Nézőszám: 8 000 Játékvezető: Macumura Kazuhiko (japán) |

| 2008. június 14. 20:00 (UTC+8) |

| Kína                           | 1–2               | Irak                        |
| ------------------------------ | ----------------- | --------------------------- |
| Zhou Haibin (Csou Haj-pin) 33' | (1–1) Jegyzőkönyv | Emád Mohammed 41' Akram 65' |

| Tiencsini Olimpiai Stadion, Tiencsin Nézőszám: 39 000 Játékvezető: Abdul Malik Bashir (szingapúri) |

| 2008. június 14. 19:00 (UTC+3) |

| Katar           | 1–3               | Ausztrália                 |
| --------------- | ----------------- | -------------------------- |
| al-Hálfán 90+4' | (0–1) Jegyzőkönyv | Emerton 17' 56' Kewell 75' |

| Jászim ibn Hamad Stadion, Doha Nézőszám: 12 000 Játékvezető: I Gijong (dél-koreai) |

| 2008. június 22. 18:00 (UTC+10) |

| Ausztrália | 0–1               | Kína                         |
| ---------- | ----------------- | ---------------------------- |
|            | (0–1) Jegyzőkönyv | Sun Xiang (Szun Hsziang) 11' |

| ANZ Stadion, Sydney Nézőszám: 70 054 Játékvezető: Halíl al-Gamdi (Szaúd-arábiai) |

| 2008. június 22. 20:00 (UTC+4) |

| Irak | 0–1               | Katar        |
| ---- | ----------------- | ------------ |
|      | (0–0) Jegyzőkönyv | al-Besír 76' |

| Ar-Rasíd Stadion, Dubaj, (Egyesült Arab Emírségek) Nézőszám: 10 000 Játékvezető: Ali Hamád al-Badvávi (arab emírségekbeli) |

### 2. csoport
| Hely. | Csapat   | M | Gy | D | V | G+ | G– | Gk | P  | Továbbjutás                       |     | Japán | Bahrein | Omán | Thaiföld |
| ----- | -------- | - | -- | - | - | -- | -- | -- | -- | --------------------------------- | --- | ----- | ------- | ---- | -------- |
| 1.    | Japán    | 6 | 4  | 1 | 1 | 12 | 3  | +9 | 13 | Továbbjutott a negyedik fordulóba |     | —     | 1–0     | 3–0  | 4–1      |
| 2.    | Bahrein  | 6 | 3  | 2 | 1 | 7  | 5  | +2 | 11 | Továbbjutott a negyedik fordulóba |     | 1–0   | —       | 1–1  | 1–1      |
| 3.    | Omán     | 6 | 2  | 2 | 2 | 5  | 7  | −2 | 8  |                                   |     | 1–1   | 0–1     | —    | 2–1      |
| 4.    | Thaiföld | 6 | 0  | 1 | 5 | 5  | 14 | −9 | 1  |                                   | 0–3 | 2–3   | 0–1     | —    |          |

| 2008. február 6. 19:20 (UTC+9) |

| Japán                                             | 4–1               | Thaiföld                         |
| ------------------------------------------------- | ----------------- | -------------------------------- |
| Endó 21' Ókubo 54' Nakadzava 66' Szeiicsiró 90+1' | (1–1) Jegyzőkönyv | Vinothaj 22' Vacsiraban 44′, 64′ |

| Szajtama Stadion, Szajtama Nézőszám: 35 130 Játékvezető: Halíl al-Gamdi (Szaúd-arábiai) |

| 2008. február 6. 18:30 (UTC+4) |

| Omán | 0–1               | Bahrein    |
| ---- | ----------------- | ---------- |
|      | (0–1) Jegyzőkönyv | Hubájl 14' |

| Kabúsz szultán Sport Komplexum, Maszkat Nézőszám: 28 000 Játékvezető: I Gijong (dél-koreai) |

| 2008. március 26. 19:00 (UTC+7) |

| Thaiföld | 0–1               | Omán                            |
| -------- | ----------------- | ------------------------------- |
|          | (0–1) Jegyzőkönyv | al-Adzsmi 1' al-Fárszi 70′, 94′ |

| Racsamangala Stadion, Bangkok Nézőszám: 40 000 Játékvezető: Torky Mohsen (iráni) |

| 2008. március 26. 17:20 (UTC+3) |

| Bahrein    | 1–0               | Japán |
| ---------- | ----------------- | ----- |
| Hubájl 78' | (0–0) Jegyzőkönyv |       |

| Bahreini Nemzeti Stadion, Riffa Nézőszám: 26 000 Játékvezető: Mark Shield (ausztrál) |

| 2008. június 2. 19:20 (UTC+9) |

| Japán                                | 3–0               | Omán |
| ------------------------------------ | ----------------- | ---- |
| Nakadzava 10' Ókubo 22' Nakamura 49' | (2–0) Jegyzőkönyv |      |

| Nissan Stadion, Jokohama Nézőszám: 46 764 Játékvezető: Abdul Malik Bashir (szingapúri) |

| 2008. június 2. 18:30 (UTC+7) |

| Thaiföld                    | 2–3               | Bahrein                              |
| --------------------------- | ----------------- | ------------------------------------ |
| Csajkhamdi 26' Vinothaj 45' | (2–2) Jegyzőkönyv | Isza 22' Latif 35' Mohamed Adnán 57' |

| Racsamangala Stadion, Bangkok Nézőszám: 15 000 Játékvezető: Sun Bao-jie (kínai) |

| 2008. június 7. 17:15 (UTC+4 |

| Omán                       | 1–1               | Japán                         |
| -------------------------- | ----------------- | ----------------------------- |
| Ahmed Mubárak 12' Ájil 73′ | (1–0) Jegyzőkönyv | Endó 53' (11-esből) Ókubo 73′ |

| Ománi Királyi Rendőrség Stadion, Maszkat Nézőszám: 6 500 Játékvezető: Subkhiddin Mohd Salleh (maláj) |

| 2008. június 7. 19:30 (UTC+3) |

| Bahrein             | 1–1               | Thaiföld                  |
| ------------------- | ----------------- | ------------------------- |
| Isza 67' Fatádi 57′ | (0–0) Jegyzőkönyv | Thonglau 64' Vinothaj 90′ |

| Bahreini Nemzeti Stadion, Riffa Nézőszám: 21 000 Játékvezető: Múhszen Bászma (szíriai) |

| 2008. június 14. 17:30 (UTC+7) |

| Thaiföld | 0–3               | Japán                                   |
| -------- | ----------------- | --------------------------------------- |
|          | (0–2) Jegyzőkönyv | Tulio 23' Nakadzava 38' Nakamura K. 88' |

| Racsamangala Stadion, Bangkok Nézőszám: 25 000 Játékvezető: Ali Hamád al-Badvávi (arab emírségekbeli) |

| 2008. június 14. 19:30 (UTC+3) |

| Bahrein | 1–1               | Omán          |
| ------- | ----------------- | ------------- |
| Ájs 41' | (1–0) Jegyzőkönyv | al-Adzsmi 72' |

| Bahreini Nemzeti Stadion, Riffa Nézőszám: 25 000 Játékvezető: Szád al-Fadli (kuvaiti) |

| 2008. június 22. 19:20 (UTC+9) |

| Japán      | 1–0               | Bahrein |
| ---------- | ----------------- | ------- |
| Ucsida 90' | (0–0) Jegyzőkönyv |         |

| Szajtama Stadion, Szajtama Nézőszám: 51 180 Játékvezető: Ravshan Ermatov (üzbég) |

| 2008. június 22. 18:00 (UTC+4) |

| Omán              | 2–1               | Thaiföld              |
| ----------------- | ----------------- | --------------------- |
| al-Húszni 58' 84' | (0–1) Jegyzőkönyv | Szripan 3' (11-esből) |

| Ománi Királyi Rendőrség Stadion, Maszkat Nézőszám: 3 000 Játékvezető: Szálem Múdzsgef (jordániai) |

### 3. csoport
| Hely. | Csapat        | M | Gy | D | V | G+ | G– | Gk  | P  | Továbbjutás                       |     | Dél-Korea | Észak-Korea | Jordánia | Türkmenisztán |
| ----- | ------------- | - | -- | - | - | -- | -- | --- | -- | --------------------------------- | --- | --------- | ----------- | -------- | ------------- |
| 1.    | Dél-Korea     | 6 | 3  | 3 | 0 | 10 | 3  | +7  | 12 | Továbbjutott a negyedik fordulóba |     | —         | 0–0         | 2–2      | 4–0           |
| 2.    | Észak-Korea   | 6 | 3  | 3 | 0 | 4  | 0  | +4  | 12 | Továbbjutott a negyedik fordulóba |     | 0–0       | —           | 2–0      | 1–0           |
| 3.    | Jordánia      | 6 | 2  | 1 | 3 | 6  | 6  | 0   | 7  |                                   |     | 0–1       | 0–1         | —        | 2–0           |
| 4.    | Türkmenisztán | 6 | 0  | 1 | 5 | 1  | 12 | −11 | 1  |                                   | 1–3 | 0–0       | 0–2         | —        |               |

| 2008. február 6. 15:00 (UTC+8) |

| Dél-Korea                                           | 4–0               | Türkmenisztán |
| --------------------------------------------------- | ----------------- | ------------- |
| Kvak Thehü 43' Szol Kihjon 57' 85' Pak Csiszong 70' | (1–0) Jegyzőkönyv |               |

| Szöuli Világbajnoki Stadion, Szöul Nézőszám: 25 738 Játékvezető: Tallát Názsm (libanoni) |

| 2008. február 6. 17:00 (UTC+2) |

| Jordánia | 0–1               | Észak-Korea       |
| -------- | ----------------- | ----------------- |
|          | (0–1) Jegyzőkönyv | Hong Jongdzso 44' |

| Ammáni Nemzetközi Stadion, Ammán Nézőszám: 16 000 Játékvezető: Tayeb Shamsuzzaman (bangladesi) |

| 2008. március 26. 15:00 (UTC+8) |

| Észak-Korea | 0–0         | Dél-Korea |
| ----------- | ----------- | --------- |
|             | Jegyzőkönyv |           |

| Shanghaj Stadion, Shanghaj (Kína) Nézőszám: 20 000 Játékvezető: Szád al-Fadli (kuvaiti) |

| 2008. március 26. 17:00 (UTC+5) |

| Türkmenisztán | 0–2               | Jordánia                  |
| ------------- | ----------------- | ------------------------- |
|               | (0–1) Jegyzőkönyv | al-Bazúr 34' al-Baváb 84' |

| Aşgabati Olimpiai Stadion, Aşgabat Nézőszám: 20 000 Játékvezető: Szatop Tongkhan (thaiföldi) |

| 2008. május 31. 20:00 (UTC+9) |

| Dél-Korea                        | 2–2               | Jordánia              |
| -------------------------------- | ----------------- | --------------------- |
| Pak Csiszong 39' Pak Csujong 48' | (1–0) Jegyzőkönyv | Abd el-Fattáh 73' 81' |

| Szöuli Világbajnoki Stadion, Szöul Nézőszám: 50 000 Játékvezető: Mark Shield (ausztrál) |

| 2008. június 2. 17:00 (UTC+5) |

| Türkmenisztán | 0–0         | Észak-Korea |
| ------------- | ----------- | ----------- |
|               | Jegyzőkönyv |             |

| Aşgabati Olimpiai Stadion, Aşgabat Nézőszám: 20 000 Játékvezető: Halíl al-Gamdi (Szaúd-arábiai) |

| 2008. június 7. 17:00 (UTC+9) |

| Észak-Korea       | 1–0               | Türkmenisztán |
| ----------------- | ----------------- | ------------- |
| Cshö Gumcshol 72' | (0–0) Jegyzőkönyv |               |

| Kim Ilszung Stadion, Phenjan Nézőszám: 25 000 Játékvezető: Mohamed asz-Szaídi (arab emírségekbeli) |

| 2008. június 7. 17:30 (UTC+3) |

| Jordánia | 0–1               | Dél-Korea                  |
| -------- | ----------------- | -------------------------- |
|          | (0–1) Jegyzőkönyv | Pak Csujong 24' (11-esből) |

| Abdulláh Király Nemzetközi Stadion, Ammán Nézőszám: 8000 Játékvezető: Masoud Moradi (iráni) |

| 2008. június 14. 17:00 (UTC+9) |

| Észak-Korea           | 2–0               | Jordánia |
| --------------------- | ----------------- | -------- |
| Hong Jongdzso 44' 72' | (1–0) Jegyzőkönyv |          |

| Janggakto Stadion, Phenjan Nézőszám: 28 000 Játékvezető: Tallát Názsm (libanoni) |

| 2008. június 14. 19:00 (UTC+5) |

| Türkmenisztán         | 1–3               | Dél-Korea                           |
| --------------------- | ----------------- | ----------------------------------- |
| Ovekov 77' (11-esből) | (0–1) Jegyzőkönyv | Kim Duhjon 14' 81' 90+3' (11-esből) |

| Aşgabati Olimpiai Stadion, Aşgabat Nézőszám: 11 000 Játékvezető: Takajama Hirojosi (japán) |

| 2008. június 22. 20:00 (UTC+9) |

| Dél-Korea | 0–0         | Észak-Korea |
| --------- | ----------- | ----------- |
|           | Jegyzőkönyv |             |

| Szöuli Világbajnoki Stadion, Szöul Nézőszám: 48 519 Játékvezető: Subkhiddin Mohd Salleh (maláj) |

| 2008. június 22. 18:00 (UTC+3) |

| Jordánia              | 2–0               | Türkmenisztán |
| --------------------- | ----------------- | ------------- |
| Abd el-Fattáh 66' 67' | (0–0) Jegyzőkönyv |               |

| Ammáni Nemzetközi Stadion, Ammán Nézőszám: 150 Játékvezető: Ben Williams (ausztrál) |

### 4. csoport
| Hely. | Csapat       | M | Gy | D | V | G+ | G– | Gk  | P  | Továbbjutás                       |     | Üzbegisztán | Szaúd-Arábia | Szingapúr | Libanon |
| ----- | ------------ | - | -- | - | - | -- | -- | --- | -- | --------------------------------- | --- | ----------- | ------------ | --------- | ------- |
| 1.    | Üzbegisztán  | 6 | 5  | 0 | 1 | 17 | 7  | +10 | 15 | Továbbjutott a negyedik fordulóba |     | —           | 3–0          | 3–0       | 3–0     |
| 2.    | Szaúd-Arábia | 6 | 5  | 0 | 1 | 15 | 5  | +10 | 15 | Továbbjutott a negyedik fordulóba |     | 4–0         | —            | 2–0       | 4–1     |
| 3.    | Szingapúr    | 6 | 2  | 0 | 4 | 7  | 16 | −9  | 6  |                                   |     | 3–7         | 0–3          | —         | 2–0     |
| 4.    | Libanon      | 6 | 0  | 0 | 6 | 3  | 14 | −11 | 0  |                                   | 0–1 | 1–2         | 1–2          | —         |         |

| 2008. február 6. 18:00 (UTC+2) |

| Libanon | 0–1               | Üzbegisztán |
| ------- | ----------------- | ----------- |
|         | (0–1) Jegyzőkönyv | Ahmedov 44' |

| Kamíl Samún Sportváros Stadion, Bejrút Nézőszám: 800 Játékvezető: Abdulláh al-Hiláli (ománi) |

| 2008. február 6. 20:15 (UTC+3) |

| Szaúd-Arábia                   | 2–0               | Szingapúr |
| ------------------------------ | ----------------- | --------- |
| al-Kahtáni 38' al-Havszávi 81' | (1–0) Jegyzőkönyv |           |

| Fahd király Nemzetközi Stadion, Rijád Nézőszám: 10 000 Játékvezető: Múhszen Bászma (szíriai) |

| 2008. március 26. 16:00 (UTC+5) |

| Üzbegisztán                            | 3–0               | Szaúd-Arábia |
| -------------------------------------- | ----------------- | ------------ |
| Kapadze 45+1' Sackih 66' Dzseparov 68' | (1–0) Jegyzőkönyv |              |

| Pahtakor Markazij Stadion, Taskent Nézőszám: 17 000 Játékvezető: Subkhiddin Mohd Salleh (maláj) |

| 2008. március 26. 19:30 (UTC+8) |

| Szingapúr           | 2–0               | Libanon |
| ------------------- | ----------------- | ------- |
| Duric 8' Shahul 23' | (2–0) Jegyzőkönyv |         |

| Nemzeti Stadion, Szingapúr Nézőszám: 10 118 Játékvezető: Takajama Hirojosi (japán) |

| 2008. június 2. 19:30 (UTC+8) |

| Szingapúr                                       | 3–7               | Üzbegisztán                                                                        |
| ----------------------------------------------- | ----------------- | ---------------------------------------------------------------------------------- |
| Duric 16' Fahrudin 31' (11-esből) Wilkinson 73' | (2–5) Jegyzőkönyv | Kapadze 10' Karpenko 21' Dzseparov 34' 44' Gyenyiszov 42' Ibragimov 62' Sackih 88' |

| Nemzeti Stadion, Szingapúr Nézőszám: 28 750 Játékvezető: Ali Hamád al-Badvávi (arab emírségekbeli) |

| 2008. június 2. 21:00 (UTC+3) |

| Szaúd-Arábia                              | 4–1               | Libanon    |
| ----------------------------------------- | ----------------- | ---------- |
| al-Kahtáni 44' 90' Havszávi 62' Tukar 84' | (1–1) Jegyzőkönyv | el-Ali 42' |

| Fahd király Nemzetközi Stadion, Rijád Nézőszám: 8 000 Játékvezető: Szád al-Fadli (kuvaiti) |

| 2008. június 7. 19:00 (UTC+5) |

| Üzbegisztán | 1–0               | Szingapúr |
| ----------- | ----------------- | --------- |
| Gejnrih 80' | (0–0) Jegyzőkönyv |           |

| Pahtakor Markazij Stadion, Taskent Nézőszám: 12 867 Játékvezető: Kim Dongdzsin (dél-koreai) |

| 2008. június 7. 18:00 (UTC+3) |

| Libanon      | 1–2               | Szaúd-Arábia    |
| ------------ | ----------------- | --------------- |
| Gaddár 90+3' | (0–1) Jegyzőkönyv | Tukar 45+1' 60' |

| Fahd király Nemzetközi Stadion, Rijád (Szaúd-Arábia) Nézőszám: 2 000 Játékvezető: Szatop Tongkhan (thaiföldi) |

| 2008. június 14. 19:30 (UTC+8) |

| Szingapúr | 0–2               | Szaúd-Arábia           |
| --------- | ----------------- | ---------------------- |
|           | (0–1) Jegyzőkönyv | Otef 37' al-Fraídi 76' |

| Nemzeti Stadion, Szingapúr Nézőszám: 23 000 Játékvezető: Ben Williams (labdarúgó-játékvezető) (ausztrál) |

| 2008. június 14. 19:00 (UTC+5) |

| Üzbegisztán                     | 3–0               | Libanon |
| ------------------------------- | ----------------- | ------- |
| Ahmedov 51' 62' Dzseparov 90+4' | (0–0) Jegyzőkönyv |         |

| Pahtakor Markazij Stadion, Taskent Nézőszám: 7 000 Játékvezető: Matthew Breeze (ausztrál) |

| 2008. június 22. 18:00 (UTC+3) |

| Libanon             | 1–2               | Szingapúr                       |
| ------------------- | ----------------- | ------------------------------- |
| Khaizan 62' (öngól) | (0–0) Jegyzőkönyv | Dajúb 72' (öngól) Wilkinson 73' |

| Kamíl Samún Sportváros Stadion, Bejrút Nézőszám: 500 Játékvezető: Masoud Moradi (iráni) |

| 2008. június 22. 21:00 (UTC+3) |

| Szaúd-Arábia                       | 4–0               | Üzbegisztán |
| ---------------------------------- | ----------------- | ----------- |
| Otef 5' Muádz 37' 87' al-Hárti 56' | (2–0) Jegyzőkönyv |             |

| Fahd király Nemzetközi Stadion, Rijád Nézőszám: 5 000 Játékvezető: Nisimura Júicsi (japán) |

### 5. csoport
| Hely. | Csapat                  | M | Gy | D | V | G+ | G– | Gk | P  | Továbbjutás                       |     | Irán | Egyesült Arab Emírségek | Szíria | Kuvait |
| ----- | ----------------------- | - | -- | - | - | -- | -- | -- | -- | --------------------------------- | --- | ---- | ----------------------- | ------ | ------ |
| 1.    | Irán                    | 6 | 3  | 3 | 0 | 7  | 2  | +5 | 12 | Továbbjutott a negyedik fordulóba |     | —    | 0–0                     | 0–0    | 2–0    |
| 2.    | Egyesült Arab Emírségek | 6 | 2  | 2 | 2 | 7  | 7  | 0  | 8  | Továbbjutott a negyedik fordulóba |     | 0–1  | —                       | 1–3    | 2–0    |
| 3.    | Szíria                  | 6 | 2  | 2 | 2 | 7  | 8  | −1 | 8  |                                   |     | 0–2  | 1–1                     | —      | 1–0    |
| 4.    | Kuvait                  | 6 | 1  | 1 | 4 | 8  | 12 | −4 | 4  |                                   | 2–2 | 2–3  | 4–2                     | —      |        |

| 2008. február 6. 15:00 (UTC+3:30) |

| Irán | 0–0         | Szíria |
| ---- | ----------- | ------ |
|      | Jegyzőkönyv |        |

| Azadi Stadion, Teherán Nézőszám: 45 000 Játékvezető: Bashir (szingapúri) |

| 2008. február 6. 19:15 (UTC+4) |

| Egyesült Arab Emírségek | 2–0               | Kuvait |
| ----------------------- | ----------------- | ------ |
| es-Sehhi 14' Hálíl 53'  | (1–0) Jegyzőkönyv |        |

| Mohamed ibn Zájed Stadion, Abu-Dzabi Nézőszám: 19 000 Játékvezető: Ravshan Ermatov (üzbég) |

| 2008. március 26. 14:30 (UTC+2) |

| Szíria  | 1–1               | Egyesült Arab Emírségek |
| ------- | ----------------- | ----------------------- |
| Sábo 3' | (1–0) Jegyzőkönyv | Matar 54'               |

| al-Abbaszíjjin Stadion, Damaszkusz Nézőszám: 35 000 Játékvezető: Sun Bao-jie (kínai) |

| 2008. március 26. 19:45 (UTC+3) |

| Kuvait                                  | 2–2               | Irán                    |
| --------------------------------------- | ----------------- | ----------------------- |
| al-Azemi 39' ar-Rasídi 82' al-Enezi 92′ | (1–2) Jegyzőkönyv | Nikbakht 2' Hosseini 5' |

| al-Kuvait Stadion, Kuvaitváros Nézőszám: 15 000 Játékvezető: Breeze ausztrál) |

| 2008. június 2. 17:00 (UTC+3:30) |

| Irán | 0–0         | Egyesült Arab Emírségek |
| ---- | ----------- | ----------------------- |
|      | Jegyzőkönyv |                         |

| Azadi Stadion, Teherán Nézőszám: 50 000 Játékvezető: I Gijong (dél-koreai) |

| 2008. június 2. 20:00 (UTC+3) |

| Szíria         | 1–0               | Kuvait |
| -------------- | ----------------- | ------ |
| al-Huszaín 52' | (0–0) Jegyzőkönyv |        |

| al-Abbaszíjjin Stadion, Damaszkusz Nézőszám: 25 000 Játékvezető: Szálem Múdzsgef (jordániai) |

| 2008. június 7. 20:00 (UTC+4) |

| Egyesült Arab Emírségek | 0–1               | Irán     |
| ----------------------- | ----------------- | -------- |
|                         | (0–1) Jegyzőkönyv | Zandi 7' |

| Hálifa Nemzetközi Stadion, al-Aín Nézőszám: 9 000 Játékvezető: Nisimura Júicsi (japán) |

| 2008. június 8. 20:45 (UTC+3) |

| Kuvait                                      | 4–2               | Szíria            |
| ------------------------------------------- | ----------------- | ----------------- |
| al-Azemi 2' 19' 63' Dzsuma 58' al-Háldi 72′ | (2–2) Jegyzőkönyv | al-Hatíb 9' 45+1' |

| Kázma Stadion, Kuvaitváros Nézőszám: 10 000 Játékvezető: Abdulláh al-Hiláli (ománi) |

| 2008. június 14. 20:00 (UTC+4) |

| Szíria | 0–2               | Irán                     |
| ------ | ----------------- | ------------------------ |
|        | (0–0) Jegyzőkönyv | Rezaei 65' Khalili 90+3' |

| al-Abbaszíjjin Stadion, Damaszkusz Nézőszám: 25 000 Játékvezető: Szatop Tongkhan (thaiföldi) |

| 2008. június 14. 20:45 (UTC+4) |

| Kuvait           | 2–3               | Egyesült Arab Emírségek           |
| ---------------- | ----------------- | --------------------------------- |
| al-Azemi 52' 77' | (0–2) Jegyzőkönyv | Matar 23' 39' Száíf Mohamed 90+1' |

| Kázma Stadion, Kuvaitváros Nézőszám: 20 000 Játékvezető: Subkhiddin Mohd Salleh (maláj) |

| 2008. június 22. 17:00 (UTC+3:30) |

| Irán                      | 2–0               | Kuvait |
| ------------------------- | ----------------- | ------ |
| Nekounam 16' Rezaei 90+2' | (1–0) Jegyzőkönyv |        |

| Azadi Stadion, Teherán Nézőszám: 20 000 Játékvezető: Sun Bao-jie (kínai) |

| 2008. június 22. 20:00 (UTC+4) |

| Egyesült Arab Emírségek | 1–3               | Szíria                                  |
| ----------------------- | ----------------- | --------------------------------------- |
| Matar 83' (11-esből)    | (0–1) Jegyzőkönyv | al-Huszaín 34' 51' Sanharib Malki 90+3' |

| Hálifa Nemzetközi Stadion, al-Aín Nézőszám: 7 000 Játékvezető: Shield ausztrál) |